# Nederlands Strijkersgilde
Het Nederlands Strijkersgilde (NSG) is een Nederlands strijkorkest opgericht in 1993. Het bestaat uit (gevorderde) amateurs en wordt jaarlijks opnieuw op projectbasis samengesteld. Het orkest bestaat meestal uit 35 strijkers.
Het doel is om een jong concertpubliek vertrouwd te maken met hedendaagse muziek. Zo staat er op het programma muziek geschreven vanaf de 19e eeuw, waarbij ook opdrachtcomponisten uit de 21e eeuw een podium krijgen. Het NSG werkt daarnaast samen met solisten of ensembles om zo een gevarieerd concert neer te zetten. Op deze manier biedt het NSG tegenwicht aan het gros van de Nederlandse studentenmuziekgezelschappen die vooral het gangbare symfonische repertoire spelen.
Het orkest repeteert gedurende zeven dagen, gevolgd door een korte tournee door Nederland. De 35 musici trekken zich terug in een Groningse boerderij om zo zonder afleiding de muziek in te studeren. Hierbij wordt gewerkt met repetitoren uit verschillende beroepsorkesten om zo de kwaliteit van het strijkersensemble naar een hoger niveau te brengen. Vervolgens wordt het programma uitgevoerd in verschillende kerken in Nederland, waarbij onder andere de Geertekerk in Utrecht en de Dominicuskerk in Amsterdam als concertlocatie worden gebruikt.

## Programma's
| Jaar | Dirigent           | Solist of ensemble                            | Programma |
| ---- | ------------------ | --------------------------------------------- | --- |
| 1993 | Jeppe Moulijn      | onbekend                                      | S. Prokofiev - Andante opus 50 a A. Glazoenov - Concert voor altsaxofoon en strijkers D. Sjostakovitsj - Kammersinfonie opus110 a |
| 1994 | Jeppe Moulijn      | onbekend                                      | P. Hindemith - Fünf Stücke für Streichorchester B. Britten - Serenade voor hoorn, tenor en strijkers B. Bartók - Divertimento |
| 1995 | Jeppe Moulijn      | onbekend                                      | S. Barber - Adagio for strings L. Smit - Altvioolconcert B. Britten - Frank Bridge Variaties |
| 1996 | Jeppe Moulijn      | onbekend                                      | G. Mahler - Adagietto uit Symfonie nr. 5 A. Webern - Fünf Sätze op 5 R. Strauss - Duett Concertino voor klarinet, fagot, strijkorkest en harp J. Suk - Serenade op 6                                                                                          |
| 1997 | Jeppe Moulijn      | onbekend                                      | R. Havelaar - Gebroken zang D. Sjostakovitsj - Pianoconcert nr. 1 B. Bartók - Muziek voor snaarinstrumenten, slagwerk en celesta |
| 1998 | Jeppe Moulijn      | onbekend                                      | N. Rota - Serenade S. Prokofiev/J. Moulijn - Ouverture op Hebreeuwse Thema's A. Copland - Klarinetconcert A. Piazzolla - Bandoneónconcert |
| 1999 | Jeppe Moulijn      | onbekend                                      | I. Stravinsky - Concert in D S. Barber - Adagio for strings T. Takemitsu - Nostalghia voor viool en strijkers J. Adams - Shaker loops |
| 2000 | Jeppe Moulijn      | onbekend                                      | S. Prokofiev - Delen uit "Visions Fugitives" B. Britten - Les Illuminations D. Sjostakovitsj - Symfonie nr. 14 |
| 2001 | Jeppe Moulijn      | Peter Verduyn Lunel                           | R. Escher - Concert voor strijkers en pauken A. Jolivet - Fluitconcert I. Stravinsky - Apollon Musagète |
| 2002 | Jeppe Moulijn      | onbekend                                      | A. Webern - Langsamer Satz P. Hindemith - Concert voor trompet, fagot en strijkers W.A. Mozart - Adagio en fuga A. Berg - Lyrische suite |
| 2003 | Jeppe Moulijn      | onbekend                                      | L. Berkeley - Serenade for strings J. Moulijn - Archipel D. Sjostakovitsj - Kammersinfonie opus 118 a |
| 2004 | Bas Wiegers        | Raaf Hekkema                                  | W. Lutosławski - Vijf volksmelodieën voor strijkorkest W. Bulsink - Twee nocturnes voor strijkorkest L.-E. Larsson - Concert voor saxofoon en strijkorkest A. Piazzolla - Fuga y Misterio W. Lutosławski - Musique Funèbre (à la memoire de Béla Bartók)      |
| 2005 | Jussi Jaatinen     | onbekend                                      | E. Schulhoff - Vijf stukken voor strijkkwartet K.A. Hartmann - Kammerkonzert für Klarinette, Streichquartett und Streichorchester N. Boogers - Arctisch Fragment B. Bartók - Divertimento                                                                     |
| 2006 | Bas Wiegers        | Marc Kaptijn (trompet) en Irma Kort (althobo) | S. Barber - Serenade for strings G. Vleggaar - Up and Away A. Copland - Quiet City P. Haas - Strijkwartet nr. 2 "From the Monkey Mountains" |
| 2007 | Jussi Jaatinen     | onbekend                                      | G. Bacewicz - Concerto voor strijkers K.A. Hartmann - Concerto funèbre E. Demirel - Nieuw werk D. Sjostakovitsj - Kamersymfonie no 73a (arr. van het 3e strijkkwartet)                                                                                        |
| 2008 | Dick van Gasteren  | Noelle Weidman                                | F. Schreker - Scherzo voor Strijkers O. Schoeck - Concert voor cello en strijkorkest A. Schönberg - Verklärte Nacht |
| 2009 | Taco Kooistra      | Geen                                          | A. Pärt - Silouans Song G. Ligeti - Ramifications for String Orchestra T. Bruynel - Translucent II (met tape) Ph. Glass - Company for string orchestra (orchestral version of String Quartet No. 2) D. Sjostakovitsj (arr. Barshai) - Kammersinfonie Op. 110a |
| 2010 | Frank de Groot     | Lilith Verhelst                               | H. Badings - Symphonie No. 9 H. Andriessen - Miroir de peine B. Britten - Frank Bridge Variaties H. Purcell - Dido en Aeneas(enkele delen) |
| 2011 | Frank de Groot     | Geen                                          | I. Stravinsky - Apollon Musagète T. Keuris - Variations for strings E. Rautavaara - Hommage à Zoltán Kodály B. Bartók - Roemeense volksdansen A. Pärt - In memoriam Benjamin Britten                                                                          |
| 2012 | Frank de Groot     | Geerten van de Wetering                       | P. Vasks - Musica Dolorosa F. Poulenc - Concert voor orgel, pauken en strijkorkest J. Fontyn - Per Archi A. Honegger - Tweede Symfonie |
| 2013 | Frank de Groot     | Kapok                                         | A. Copland - Two pieces B. Bartók - Divertimento voor strijkorkest J. Greenwood - Popcorn Superhet Receiver Kapok - Krrr, Krrr (voor strijkorkest en jazztrio)                                                                                                |
| 2014 | Gijs Kramers       | Klankdokters                                  | R. Vaughan Williams - Fantasia on a Theme by Thomas Tallis W. Walton - Sonata for Strings B. Herrmann - Psycho Klankdokters - We kunnen kwantitatief zijn |
| 2015 | Gijs Kramers       | Arend Grosfeld                                | L. van Beethoven - Große Fuge H. Górecki - Concert voor klavecimbel en strijkers M. Shlomowitz - Nieuw werk voor klavecimbel en strijkorkest (wereldpremière) E. Korngold - Symphonic Serenade                                                                |
| 2016 | Marien van Staalen | Lenneke van Staalen en Heiko Dijker           | M. Weinberg - Symfonie nr. 2 J. ter Veldhuis - Raga voor Indiase viool, tabla en strijkorkest A. Pärt - Wallfahrtslied voor mannenkoor en strijkorkest A. Schönberg - Suite in G "im alten Stile"                                                             |
| 2017 | Gijs Kramers       | Lingling Yu                                   | S. Prokofiev – Adagio Op. 50a T. Dun – Concert voor pipa en strijkorkest (Nederlandse première) C. Ruggles – Portals T. Takemitsu – Requiem D. Diamond – Rounds                                                                                               |
| 2018 | Gijs Kramers       | Tiemen Stemerding en Johanna Wernmo (dansers) | W. Lutosławski - Vijf volksmelodieën J. Adams - Shaker Loops (met dans) H. Kulenty - Breathe J. Suykerbuyk - Choreograffiti G. Bacewicz - Concert voor strijkorkest                                                                                           |
| 2019 | Jeppe Moulijn      | Elisa Karen Tavenier                          | L. Andriessen - Variaties en fuga op een thema van Johann Kuhnau H. Badings - Concerto voor altviool en strijkorkest R. Escher - Concerto voor strijkorkest J. ter Veldhuis - Low Angle Close Up Dolly Shot Highway (2.0)                                     |
| 2021 | Carel den Hertog   | Emmy Storms                                   | D. Sjostakovitsj - Kammersinfonie in C K.A. Hartmann - Concerto funèbre O. Ketting - Printemps P. Vasks - Musica Adventus |
| 2022 | Konradin Herzog    | Lidy Blijdorp                                 | O. Golijov - Last Round E. Schneider - Fatal Harmonies of Black Sweetness J. Corigliano - Symfonie no. 2 |
| 2023 | Jeppe Moulijn      | Matangi Quartet                               | E. Elgar – Introduction and Allegro op. 47 H. Abrahamsen – 10 Preludes (version for string orchestra) (Nederlandse première) E.-S. Tüür – Lighthouse K. Atterberg – Sinfonia for String Orchestra op.53                                                       |